# Pastoral Vocacional
Pastoral Vocacional é um trabalho desenvolvido dentro da Igreja Católica para buscar pessoas que tenham vocação para o sacerdócio e desejam seguir a carreira de padre ou freira.